# Xavier Bout de Marnhac
Xavier Bout de Marnhac (* 7. Juli 1951 in Trier) ist ein Général de corps d’armée des französischen Heeres. Er war von 2007 bis 2008 Kommandant der KFOR und von 2010 bis 2012 Missionschef der EU-Rechtsstaatlichkeitsmission EULEX.

## Militärische Laufbahn
Nach Absolvierung der Militärschule Saint-Cyr 1971 war er als Offizier in der Waffengattung Arme blindée et cavalerie tätig. Als Lieutenant diente er im 7. Jägerregiment (7e Régiment de chasseurs), als Capitaine commandant d’unité élémentaire kommandierte er eine Aufklärungskompanie des 4. Husarenregiments, als Oberst ein Bataillon des 12. Kürassierregiments. Vier Jahre lang war er Kommandant eines Sondereinsatzkommandoteams im 1. Marine-Infanterieregiment.
Von 1993 bis 1996 war de Marnhac Sicherheits- und nachrichtendienstlicher Berater des französischen Verteidigungsministers (damals François Léotard und Charles Millon). Drei Jahre später trat er in den französischen Auslandsnachrichtendienst (DGSE) ein, wo er zunächst (1999) als stellvertretender Direktor, ab 2000 bis 2004 als Direktor für Operationen tätig war.
Xavier Bout de Marnhac diente in Auslandeinsätzen in Europa, den Nahen Osten, Zentralasien und Afrika. Zweimal wurde er dienstlich nach Deutschland (2ecorps d’armée in Baden-Baden) versetzt und absolvierte einen Generalstabskurs (1987–1989) am Command and General Staff College in den Vereinigten Staaten.
2001 erfolgte seine Beförderung zum Général de brigade, 2005 zum Général de division und 2007 zum Général de corps d’armée. Von August 2005 bis Februar 2006 war er stellvertretender Kommandant der KFOR.
Im Juli 2010 wurde de Marnhac zum neuen Leiter der EU-Rechtsstaatlichkeitsmission EULEX Kosovo berufen und folgte damit seinem Landsmann und ebenfalls ehemaligen KFOR-Kommandeur Yves de Kermabon nach.

## Privatleben
Xavier Bout de Marnhac ist verheiratet und hat fünf Töchter und vier Enkelkinder.
| Personendaten    | Personendaten           |
| ---------------- | ----------------------- |
| NAME             | Marnhac, Xavier Bout de |
| KURZBESCHREIBUNG | französischer General   |
| GEBURTSDATUM     | 7. Juli 1951            |
| GEBURTSORT       | Trier                   |